# 半反応式
半反応式 (はんはんのうしき、英: half reaction) とは、酸化還元反応のうち酸化または還元成分のみを記述した化学反応式である。半反応式は酸化還元反応にかかわるそれぞれの物質の酸化数の変化を考えることで得ることができる。
半反応式の考え方はしばしばガルバニ電池などの化学電池の説明に用いられる。半反応式を用いて酸化される金属（アノード）および還元される金属（カソード）をそれぞれ説明することができる。
半反応式を用いて酸化還元反応の釣り合いをとることもよくある。酸性条件下での酸化還元反応では、原子の酸化数の釣り合いを取った後に水素イオンの釣り合いがとれるように H+ イオンを半反応式に加える。塩基性条件下での酸化還元反応では、酸化数の釣り合いを取った後にまず酸性条件と同じように扱い、OH− イオンを H+ イオンと釣り合うだけ半反応式に加え、H2O とする。

## 例: 亜鉛・銅ガルバニ電池

ガルバニ電池

右図に示すような、亜鉛 (Zn) を硫酸亜鉛 (ZnSO4) 水溶液に浸し、銅 (Cu) を硫酸銅(II) (CuSO4) に浸したガルバニ電池を考える。この電池の全反応は以下のようになる。
Zn(s) + CuSO4(aq) → ZnSO4(aq) + Cu(s)
亜鉛アノードでは酸化が起こる（金属が電子を失う）。これは次のような酸化半反応式で表わすことができる（生成物側に電子があることに注意）。
Zn(s) → Zn2+ + 2e−
銅カソードでは、還元が起こる（イオンが電子を受けとる）。これは次のような還元半反応式で表わすことができる（反応物側に電子があることに注意）。
Cu2+ + 2e− → Cu(s)

## 例: マグネシウムの酸化

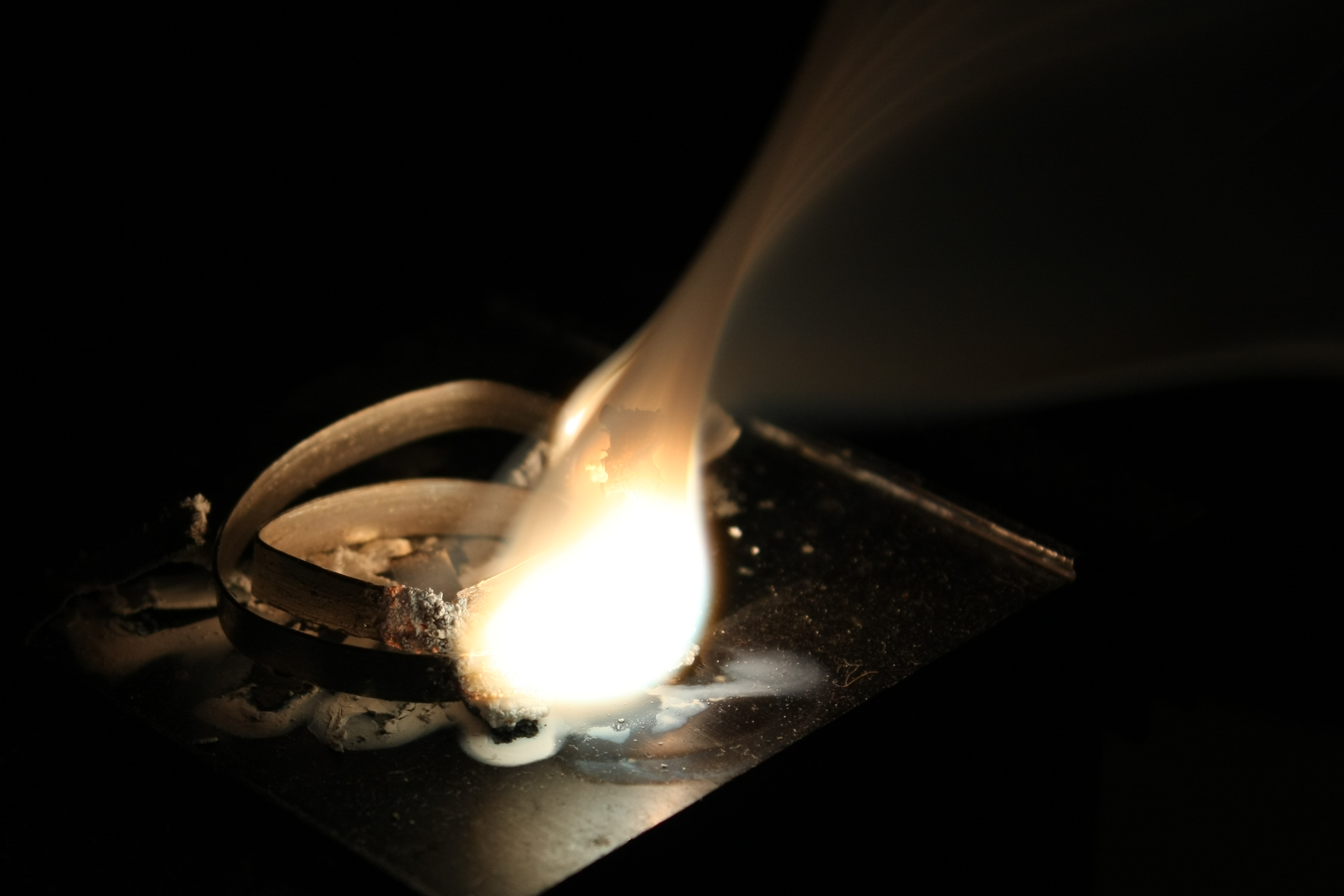
燃焼するマグネシウムリボンの写真。酸化プロセスの詳細を捕えるため、露光時間は非常に短くとってある。

燃焼するマグネシウムリボン (Mg) を例にとる。マグネシウムは燃焼するとき、空気中の酸素 (O2) と結びつき酸化マグネシウム (MgO) を生じる。これは次のような全反応式で表わされる。
2Mg(s) + O2(g) → 2MgO(s)
酸化マグネシウムは、 Mg2+ イオンと O2− イオンからなるイオン結晶であるのに対し、 Mg(s) と O2(g) は電気的に中性の単体である。電気的に中性の Mg(s) は反応を通して +2 の電荷を得、また電気的に中性の O2(g) は -2 の電荷を得る。これは Mg(s) が Mg2+ となるとき、電子を二つ失うからである。左辺には 2 Mg あるので、 四つの電子を失うことになり、次のような酸化半反応式で表わすことができる。
2Mg(s) → 2Mg2+ + 4e−
また、 O2 は還元されて酸化数は 0 から −2 になる。従って、 O2 は四つの電子を受けとることになり次のような半反応式で表わすことができる。
O2(g) + 4e− → 2O2−
全反応式はこれら二つの半反応式を足し上げれば得られる。
2Mg(s) + O2(g) + 4e− →2Mg2+ + 2O2− + 4e−
化学反応、特に酸化還元反応が起こるとき、反応時にやりとりされる電子が実際に見えるわけではない。我々が観測するのは反応物と生成物のみである。であるから、両辺にあらわれる電子は打ち消し合わせて消去する。電子を消去すると、上の反応式は次のように書き直される。
2Mg(s) + O2(g) →2Mg2+ + 2O2−
生成物側にある陽イオン (Mg2+) と陰イオン (O2−) はそれぞれ逆符号の電荷をもつから、速やかに化合して酸化マグネシウム (MgO) を生成する。どんな酸化還元反応にも、酸化半反応式と還元半反応式の二つの半反応式が書ける。それら二つの半反応式を足し合わせることによって酸化還元反応の全反応式を得ることができる。

## 半反応式つりあい法
次のような反応を考える。
Cl2 + 2Fe2+ → 2Cl− + 2Fe3+
この反応には鉄と塩素の二つの元素がかかわる。それぞれの酸化数の変化は、鉄が +2 から +3、塩素が 0 から −1 である。したがって、実効的には二つの半反応が起こっている。これらの変化は、それぞれの半反応に対して適切な数の電子を付け加えることにより半反応式として表現することができる。
同様にして、二つの半反応式が与えられれば、電極電位についての適切な知識があれば（元の）全反応式に辿りつくことができる。反応の半反応への分解は、様々な化学的過程を理解する上で重要である。たとえば、上述の反応は Fe が酸化され Cl が還元される酸化還元反応であることがわかる。電子の移動は鉄から塩素への向きであることに注意されたい。半反応式の分解により、化学反応の釣り合いを簡略化することもできる。化学者は原子と電荷のつりあいを一時にとることができる。
たとえば、
- 2Fe2+ → 2Fe3+ + 2e−
- Cl2 + 2e− → 2Cl−

の2つの半反応式をあわせて次の全反応式が得られる。
- Cl2 + 2Fe2+ → 2Cl− + 2Fe3+

酸性条件および塩基性条件における半反応式を考えることもできる。酸性および塩基性電解質が酸化還元反応に関与する場合など、それが必要である場合もある。 この電解質の存在により、原子と電荷のつりあいをとるのがより難しくなることもある。つりあいをとるには、半反応式の両辺に原子と電荷がつりあうまで H2O, OH−, e−, H+ を追加する。
次の半反応式を考える。
PbO2 → PbO
OH−, H2O, e− を用いて原子数と電荷を釣り合わせると、反応が水溶液中で起こると仮定した上での塩基性条件下の半反応式が得られる。
2e− + H2O + PbO2 → PbO + 2OH−
再度、次の半反応式を考える。
PbO2 → PbO
H+, H2O, e− を用いて原子数と電荷を釣り合わせると、反応が水溶液中で起こると仮定した上での酸性条件下の半反応式が得られる。
2e− + 2H+ + PbO2 → PbO + H2O
両辺で原子と電荷がどちらも釣り合っていることを確認されたい。
酸性および塩基性条件では半反応式に H+ または OH− が含まれる場合でも、多くの場合では全反応式には二つのイオンが結合して水 H2O のみが得られる。
H+ + OH− → H2O